# 新拉热阿杜
新拉热阿杜是巴西马拉尼昂州的一个市镇。总面积1047.725平方公里，总人口6707人，人口密度6.4人/平方公里。